# Boldoriella binaghii
Boldoriella binaghii is een keversoort uit de familie van de loopkevers (Carabidae). De wetenschappelijke naam van de soort is voor het eerst geldig gepubliceerd in 1978 door Bucciarelli.